# Ogawa Ryoya
Ogawa Ryoya (小川 諒也 Ogawa Ryōya, sinh ngày 24 tháng 11 năm 1996 ở Tokyo, Nhật Bản) là một cầu thủ bóng đá người Nhật Bản. Anh thi đấu cho Vitória de Guimarães ở giải VĐQG Bồ Đào Nha.

## Sự nghiệp câu lạc bộ
Ogawa gia nhập F.C. Tokyo năm 2016 and made his league debut trước Vegalta Sendai ngày 6 tháng 3 năm 2016.

## Thống kê sự nghiệp câu lạc bộ
Cập nhật đến ngày 24 tháng 12 năm 2016.
| Thành tích câu lạc bộ | Thành tích câu lạc bộ | Thành tích câu lạc bộ | Giải vô địch | Giải vô địch | Cúp                   | Cúp                   | Cúp Liên đoàn | Cúp Liên đoàn | continental | continental | Tổng cộng | Tổng cộng |
| Mùa giải              | Câu lạc bộ            | Giải vô địch          | Số trận      | Bàn thắng    | Số trận               | Bàn thắng             | Số trận       | Bàn thắng     | Số trận     | Bàn thắng   | Số trận   | Bàn thắng |
| Nhật Bản              | Nhật Bản              | Nhật Bản              | Giải vô địch | Giải vô địch | Cúp Hoàng đế Nhật Bản | Cúp Hoàng đế Nhật Bản | J.League Cup  | J.League Cup  | Châu Á      | Châu Á      | Tổng cộng | Tổng cộng |
| --------------------- | --------------------- | --------------------- | ------------ | ------------ | --------------------- | --------------------- | ------------- | ------------- | ----------- | ----------- | --------- | --------- |
| 2016                  | F.C. Tokyo            | J1 League             | 18           | 0            | 1                     | 0                     | 2             | 0             | 4           | 0           | 25        | 0         |
| 2017                  | F.C. Tokyo            | J1 League             | 0            | 0            | 0                     | 0                     | 0             | 0             | –           | –           | 0         | 0         |
| Tổng                  | Nhật Bản              | Nhật Bản              | 18           | 0            | 1                     | 0                     | 2             | 0             | 4           | 0           | 25        | 0         |
| Tổng                  | Tổng cộng sự nghiệp   | Tổng cộng sự nghiệp   | 18           | 0            | 1                     | 0                     | 2             | 0             | 4           | 0           | 25        | 0         |